# Euphorbia villosa
Euphorbia villosa, l'Euphorbe velue, est une espèce de plante herbacée vivace de la famille des Euphorbiaceae.

## Description
Elle atteint une hauteur maximale de 80 cm.
Elle doit son nom à la face inférieure velue de ses feuilles. Les feuilles sont légèrement dentées vers l'extrémité.
Elle est originaire d'Europe.
Dans les îles britanniques, elle n'a été identifiée qu'en Angleterre, où elle a disparu en 1924.